# Corona 46
Corona 46 – amerykański satelita rozpoznawczy. Był ósmym statkiem serii Keyhole-4 ARGON tajnego programu CORONA. Jego zadaniami miało być wykonanie wywiadowczych zdjęć Ziemi, jednak ich wykonywanie zostało przerwane po sześciu okrążeniach Ziemi. Zdjęcia był poważnie uszkodzone przez działanie ładunków elektrostatycznych i promieniowanie.

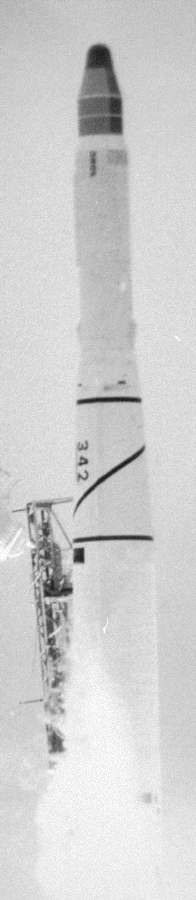
Start rakiety Thor Agena B z satelitą Corona 46 na pokładzie

## Ładunek
- Dwa aparaty fotograficzne typu "Mural" o ogniskowej długości 61 cm i rozdzielczości przy Ziemi około 7,6 metra
- Monitor promieniowania kosmicznego
- Eksperyment pomiaru galaktycznego szumu radiowego
- Pomiar promieniowania kosmicznego płytami emulsją czułą na takie promieniowanie
- Sferyczna pułapka jonowa